# Municipio de Grafton (Minnesota)
El municipio de Grafton (en inglés, Grafton Township) es una subdivisión administrativa del condado de Sibley, Minnesota, Estados Unidos. Según el censo de 2020, tiene una población de 206 habitantes.

## Geografía
Está ubicado en las coordenadas 44°40′49″N 94°34′9″O / 44.68028, -94.56917. Según la Oficina del Censo de los Estados Unidos, el municipio tiene una superficie total de 101.15 km², de la cual 100.77 km² corresponden a tierra firme y (0.38 %) 0.38 km² es agua.

## Demografía
Según el censo de 2020, hay 206 personas residiendo en la zona. La densidad de población es de 2.04 hab./km². El 94.66 % son blancos, el 0.97 % son isleños del Pacífico y el 4.37 % son de una mezcla de razas. Del total de la población el 0.49 % es hispano o latino.